# Celastrina hegesias
Celastrina hegesias är en fjärilsart som beskrevs av Hans Fruhstorfer 1910. Celastrina hegesias ingår i släktet Celastrina och familjen juvelvingar. Inga underarter finns listade i Catalogue of Life.